# Opisthocentra clidemioides
Opisthocentra es un género monotípico de plantas con flores pertenecientes a la familia Melastomataceae. Su única especie: Opisthocentra clidemioides, es originaria de Sudamérica donde se distribuye por Brasil y Venezuela.

## Taxonomía
Opisthocentra clidemioides fue descrita por Benth. & Hook.f. y publicado en Genera Plantarum 1: 749. 1867.